# All Verlag
Der All Verlag ist ein deutscher Comicverlag aus Wipperfürth.
Der Verlag wurde 1987 vom Verlagskaufmann Ansgar Lüttgenau für die Herausgabe des Magazins Algier 1937 gegründet. Ab 1990 folgte eine Pause und erst 2011 wurde offiziell der Verlag wieder aktiviert. Es kamen nun hochwertige Hardcover-Alben von überwiegend europäischen Künstlern ins Programm.

## Veröffentlichungen (Auswahl)
- Bruno Brazil
- Luc Orient
- Jerry Spring
- Yalek
- Pharao
- Die Überlebende
- Nuork
- Schritte ins Licht
- Wunderwaffen
- Bärenzahn
- Die sechste Waffe
- Die Wege von Malefosse
- Lady S.
- Himmel in Trümmern
- Gil St. Andre
- Wayne Shelton
- Spaghetti
- Franka (Gesamtausgabe)
- Detektiv Carol (Gesamtausgabe)
- Kasimir
- Marc Dacier
- Dani Futuro